# Richmond, Kansas
Richmond är en ort i Franklin County i Kansas. Vid 2020 års folkräkning hade Richmond 459 invånare.